# Věra Gabrielová
Věra Gabrielová (21. února 1919, Praha – 12. prosince 2002, Praha) byla česká herečka a fotografka.

## Život
Byla dcerou Václava Gabriela a Emilie Sandholcové - Gabrielové. Její otec Václav Gabriel byl inženýrem státních drah. Zemřel když bylo Věře deset let. V letech 1935 až 1938 studovala fotografické oddělení Státní grafické školy. Byla ženou architekta Jaroslava Fragnera, za kterého se vdala v roce 1940.

## Filmografie
- Před maturitou – 1932
- Škola základ života – 1938
- Soud boží – 1938